# Синология

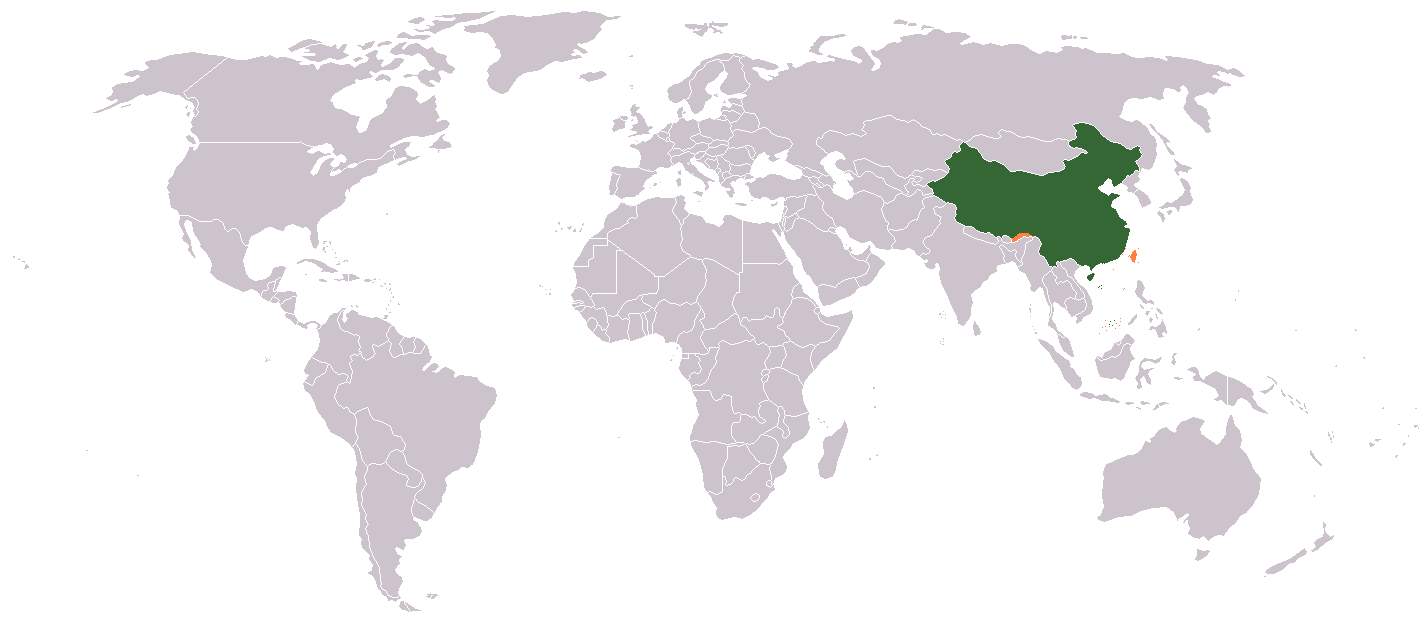
Китай в современных границах.

Синоло́гия (от позднелатинского Sina — Китай), или китаеведение, китаи́стика, — отрасль востоковедения; комплекс наук, изучающих историю, экономику, политику, философию, язык, литературу, культуру древнего и современного Китая.
В Китае для науки о прошлом этой страны используется термин 汉学 (пиньинь hànxué) или 国学 (пиньинь guóxué, может быть переведено как «родиноведение»). Первый чаще используется в исследованиях истории и культуры ханьского этноса, второй — прочих национальностей, живущих на территории Китая. В Японии для обозначения этой науки служит термин Кангаку (яп. 漢学 ханьское учение). В англоязычных странах данный термин понимается как устаревший, входящий составной частью в китайские науки (англ. Chinese Studies).
Учёные, занимающиеся китаеведением (синологией), называются китаеведами, синологами или китаистами, в XIX в. редко — «хинезистами» (заимствование из немецкого языка).

## История развития

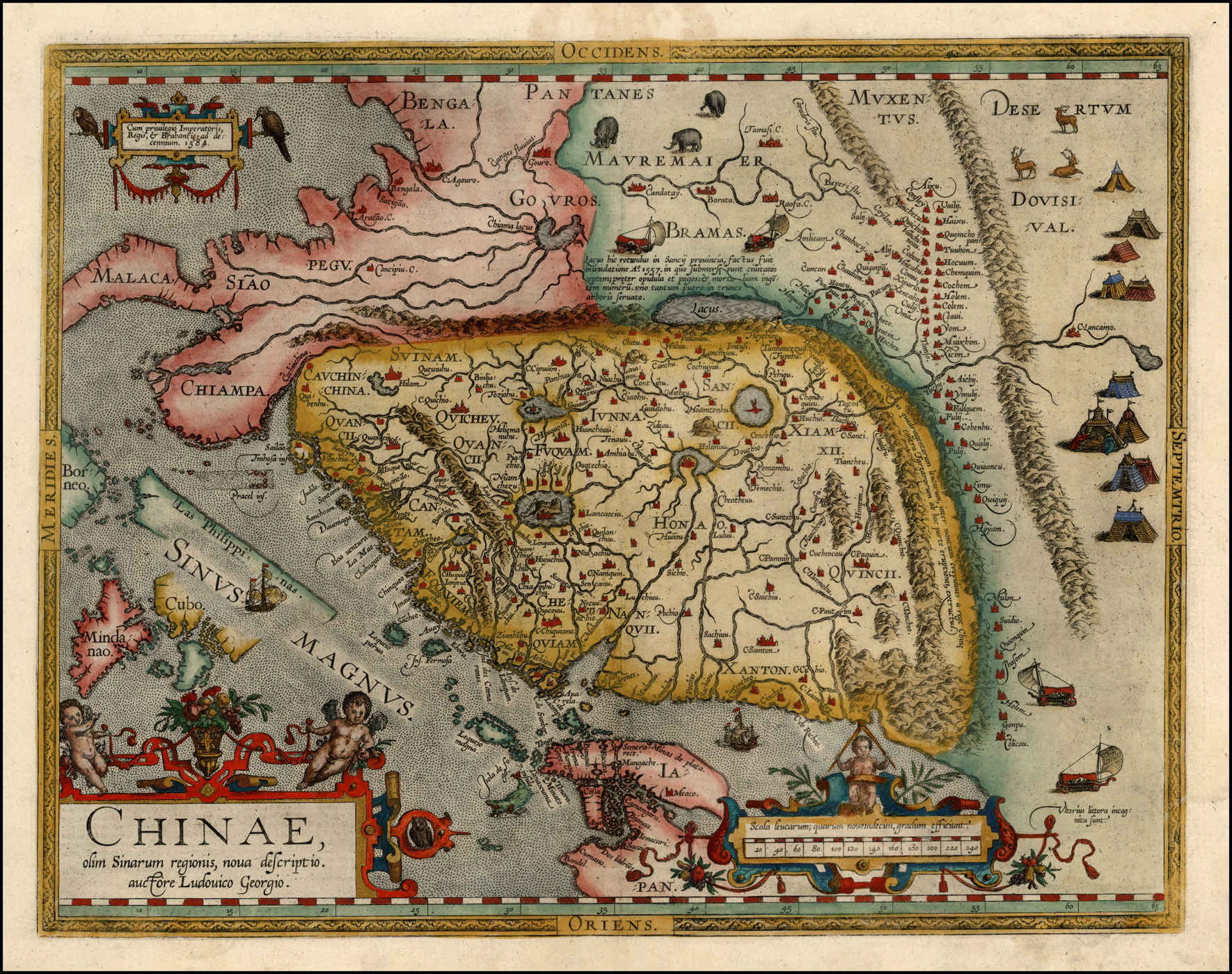
Ограниченность ранних европейских познаний о Китае иллюстрируется этой картой, подготовленной в 1584 г. (почти 30 лет после основания Макао, всего год после создания первой постоянной мисси Риччи и Руджери в Чжаоцине) португальцем Луисом Жоржи де Барбуда, на основе данных, полученных от португальских иезуитов.

Как отдельное научное направление китаеведение возникло в конце XVI века в связи с нуждами миссионерской проповеди, поэтому до середины XIX века практически все китаеведы были представителями духовенства. Светское китаеведение возникает во Франции в первой половине XIX в. как академическая филологическая дисциплина. Налаживание дипломатических отношений с Китаем после 1860 г. дало новый толчок развитию этой научной дисциплины.

### Первые европейские публикации о Китае
Хотя ряд европейских торговцев и миссионеров побывали в Китае ещё в XII—XIII в. (Марко Поло, Джованни Монтекорвино), контакты такого рода прекратились после свержения монгольской династии Юань в 1368 г.
Прямые контакты между Европой и Китаем возобновились в начале XVI в., c открытием португальцами морского пути вокруг Африки в Индийский океан. В Индии и на Цейлоне португальцам стало известно о существовании могущественной страны «Чин», чей флот побывал там менее века назад, и чьи товары продолжали прибывать на индийские рынки через Малакку. В 1508 году Мануэл I дал задание адмиралу ди Сикейре, отправляющемуся «открывать» Малакку

Расспросить про «чинов», и из каких мест они прибывают, и как далеко [до туда], и в какое время [года] они посещают Малакку или другие места где ведут торговлю, и какие товары привозят, и сколько их кораблей приходит каждый год, и что это за корабли, и уплывают ли они обратно в тот же год. И есть ли у них фактории или дома в Малакке или в других землях, и богатые ли они купцы, и слабые ли они люди или воины, и есть ли у них оружие или артиллерия. И какую одежду носят, и большие ли они из себя, и всю прочую информацию о них; и христиане ли они или язычники, велика ли их земля, и есть ли среди них более чем один  король; и живут ли среди них мавры [т.е. мусульмане] или другие какие люди что живут по своему закону или вере; и если они не христиане, то во что верят или или кого почитают; и какие обычаи соблюдают; и куда простирается их земля, и с кем граничит.
Оригинальный текст (порт.)
Pergumtarees pollos chỹs e de que parte veem e de cam lomge e de quamto em quamto vẽ a Malacca ou aos lugares em que trautam e as mercadarjas que trazem e quamtas naaos Delles vem cada anno e pellas feyçoees de suas naaos e se tornam no año em que veem. E se teem feitores ou casas em Malacca ou ẽ outra allguma terra e se sam mercadores Riquos e se sam homeẽs fracos se guerreiros e se teem armas ou artelharjas. E que vestidos trazem e se sam grandes homeẽs de corpos e toda a outra emformacã delles e se sam christaaos  se gemtios ou se he gramde terra asua e se teem mais de hũ Rey amtrelles e se vyueem amtrelles mouros ou outra allgua gemte que vyua na sua lley ou cremça e se nam saã christaãos  em que creem ou aquẽ adorã e que custumes guardara e pera que parte se estemde sua terra e com quẽ comfynam.
Чтобы ответить на все эти вопросы, иберийцам — сначала лишь португальцам, а потом (с завоеванием Филиппин) и испанцам — потребовалось несколько десятилетий. Хотя публикация накопленной информации значительно задерживалась португальской политикой секретностью по отношению к своим открытиям, во второй половине XVI в. первые европейские работы о Китае, начиная с коротких историко-географических очерков в трудах португальских историков Жуана ди Барруша (три тома «Азии», 1552, 1553, 1563 гг.) и Фернана Лопеса де Кастаньеды (несколько томов «Истории открытия и завоевания Индии», начиная с 1551 г.) сделались достоянием публики. К этому же периоду относятся записки нескольких португальских контрабандистов, арестованных китайскими властями в 1548 г и проведших несколько лет в тюрьме и ссылке в Фуцзяни и Гуанси; среди них выделяется история Галеоте Перейра, опубликованная в сборнике писем иезуитов из Азии в 1565.

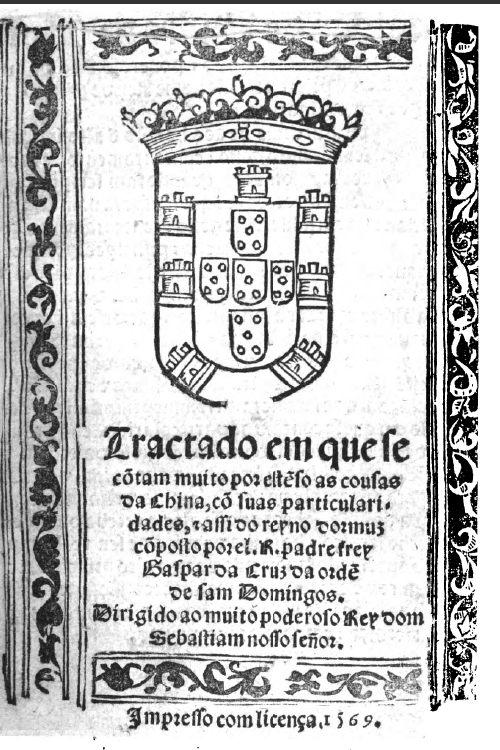
Титульная страница «Трактата» Гашпара да Круша — первой европейской книги о Китае

Первая европейская книга, главным образом посвящённая Китаю, Tratado das cousas da China, была издана в Португалии в 1569 г. Хотя её автор, доминиканский монах Гашпар да Круш, использовал в ней много материала из рассказа Перейры, эта небольшая книжка содержит и немало оригинальной информации, собранной Крушом за годы его работы среди португальцев на Дальнем Востоке, включая и несколько недель в самом Китае (зимой 1566/67 г. в Гуанчжоу).
К 1570-м годам интерес к Китаю возрос в Испании, которая, создав колонии на Филиппинах, получила возможность конкурировать с Португалией в торговле с Китаем и попытках миссионерской деятельности там. Этим был обусловлен выход в Севилье в 1577 г. книги Бернардино де Эскаланте, Discurso de la navegacion que los Portugueses hacen a los Reinos y Provincias de Oriente, y de la noticia que se tiene de las grandezas del Reino de la China. Эскаланте, работавший в испанской инквизиции, сам никогда не был в Азии, и его небольшая книжка (100 листов по тогдашней нумерации, то есть 200 страниц по современной системе счета, малого формата и крупным шрифтом), была главным образом компилятивной работой. Она основывавалась на опубликованных португальских источниках (то есть Барруш и Круш) и другой информации, полученной от португальцев, побывавших в Китае, и немногочисленных китайцев, попавших в Испанию. Однако она стала первой европейской «китаеведческой» книгой, изданной вне Португалии, а вскоре и переведённой на другие языки.
Первым специалистом по Китаю на испанских Филиппинах можно назвать августинца Мартина де Раду, возглавившего испанскую делегацию, посетившую Фуцзянь в 1575 г. К сожалению, его информативные записки, составленные на основе личных наблюдений и книг, закупленных им в Китае, не были полностью опубликованы своевременно, а некоторые и вовсе утеряны..
Второй испанской — и третьей европейской книгой по Китаю стала Historia de las cosas más notables, ritos y costumbres del gran reyno de la China («История замечательнейших вещей, обрядов и обычаев великого королевства Китай»), составленная испанско-мексиканским августинцем
Мендосой (1585).. Сам Мендоса, хотя и был послан в Китай как посланник испанского короля, до Китая никогда не добрался. (Посольство вернулось в Испанию, доехав только до Мексики). Зато папа римский Григорий XIII поручил ему написать книгу про Китай, что он и сделал, используя все доступные источники, как опубликованные (в первую очередь, книги Эскаланте и Круша), так и не опубликованные (ряд документов Мартина де Рады, а также записки других участников этой и других испанских экспедиций в Китай).
Значительно превосходя по объёму небольшие произведения Круза и Эскаланте, труд Мендосы стал настоящим всеевропейским бестселлером, выдержав десятки изданий на многих европейских языках.
Ни одного из вышеупомянутых авторов нельзя, однако, назвать «китаеведом» в строгом смысле этого слова, хотя бы потому, что никто из них не знал китайского языка. Португальцы и испанцы, посещавшие Китай, полагались на переводчиков из числа малаккских или филиппинских китайцев, что неоднократно упомянуто самими Галеоте, Крузом и де Радой. Барруш в Лиссабоне имел в своем распоряжении немало китайских книг и карт, но как он сам объяснял (в 1-м и 3-м томах «Азии»), информацию из них для него извлекал имевшийся в его распоряжении грамотный китаец, видимо захваченный в плен португальцами во время одного из пиратских набегов на китайские берега. Для де Рады купленные им в Китае книги также переводили филиппинские (или, точнее, посещавшие Филиппины фуцзяньские) китайцы-«санглеи».

### Раннее европейское китаеведение

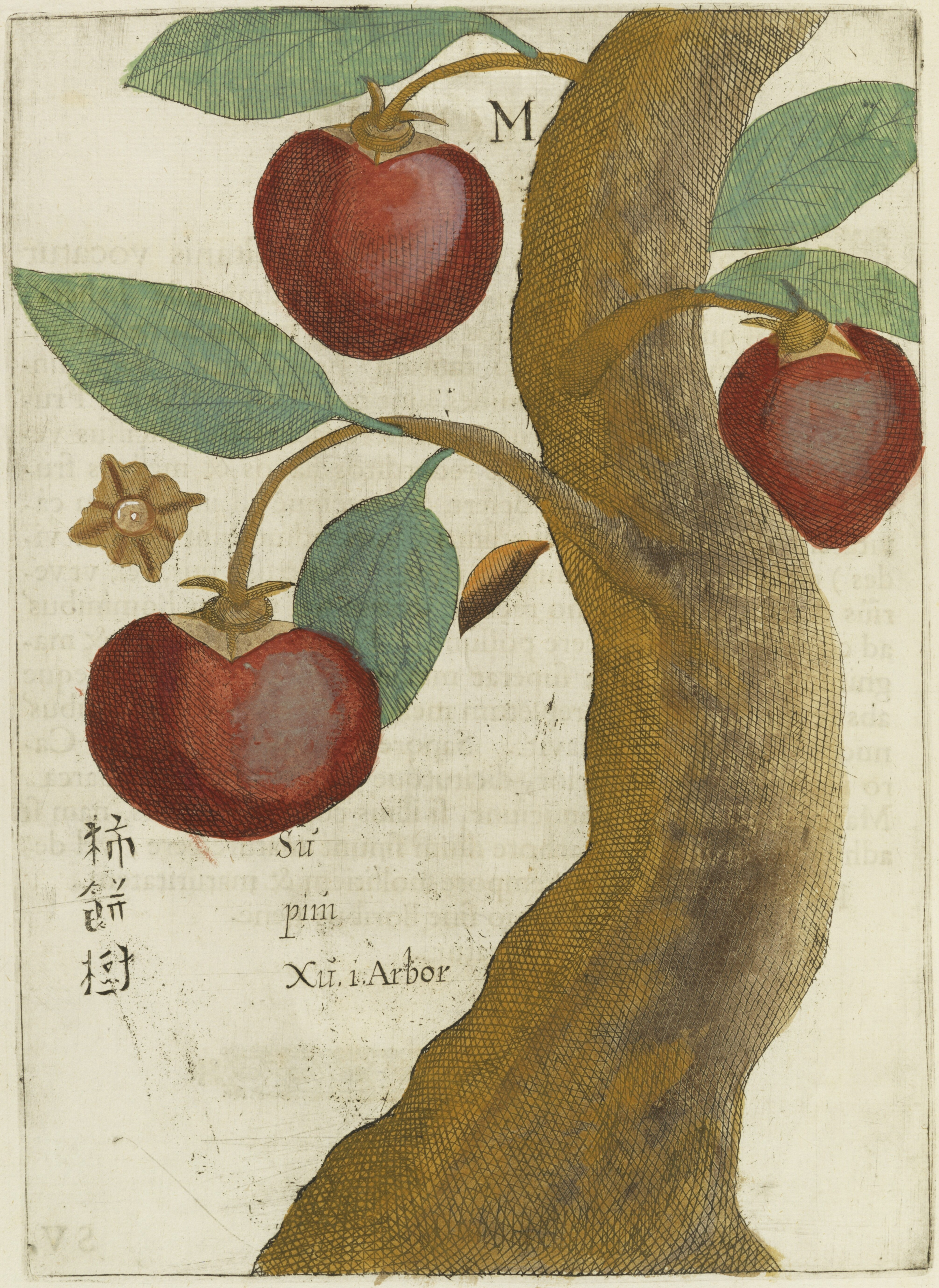
Хурма в альбоме Бойма Flora Sinensis

Китаеведение как комплексная наука возникла благодаря нуждам миссионерской проповеди, и разрабатывалась первоначально, в основном, монахами ордена иезуитов.
Первыми китаеведами по праву считаются итальянские иезуиты Микеле Руджери (работавший в Макао и Гуандуне с 1579 по 1588 гг) и Маттео Риччи, проживший в Китае с 1582 по 1610 г. Дневники Риччи, опубликованные в латинском переводе Николя Триго в 1615 г. под заголовком «De Christiana expeditione apud Sinas» («О христианских экспедициях в Китай»), сразу же стали общественным явлением, дав мыслителям эпохи Просвещения огромный материал для сравнительного исследования цивилизаций.
На протяжении последующего столетия несколько десятков миссионеров-иезуитов опубликовали в Европе результаты своих исследований языка, культуры, истории и природы Китая. В частности, Мартино Мартини поведал Европе о падении династии Мин и завоевании Китая маньчжурской династией Цин, очевидцем чего он был сам. Альбом Flora Sinensis (Флора Китая), опубликованный польским иезуитом Михалом Боймом, познакомил Европу с флорой и фауной Китая и Вьетнама, и стал основоположником жанра «флор» — специализированных книг по растительному миру какого-либо региона.
В конце XVII—XVIII вв. центром китаеведения был Париж, так как именно французские монахи-иезуиты стали к этому времени занимать многие позиции технических специалистов при китайском императорском дворе. В 1736 г. была опубликована первая сводная монография «Описание Китайской империи» Ж.-Б. Дюальда. Под его редакцией также издавалась многотомная серия исследований, сделанных иезуитами в Китае. Круг интересов первых исследователей был очень широк, включая переводы китайской классической литературы на латинский язык. Пристальное внимание привлекала древняя история Китая, а также прикладные аспекты, включая технологию изготовления фарфора, а также музыковедение и прочее.

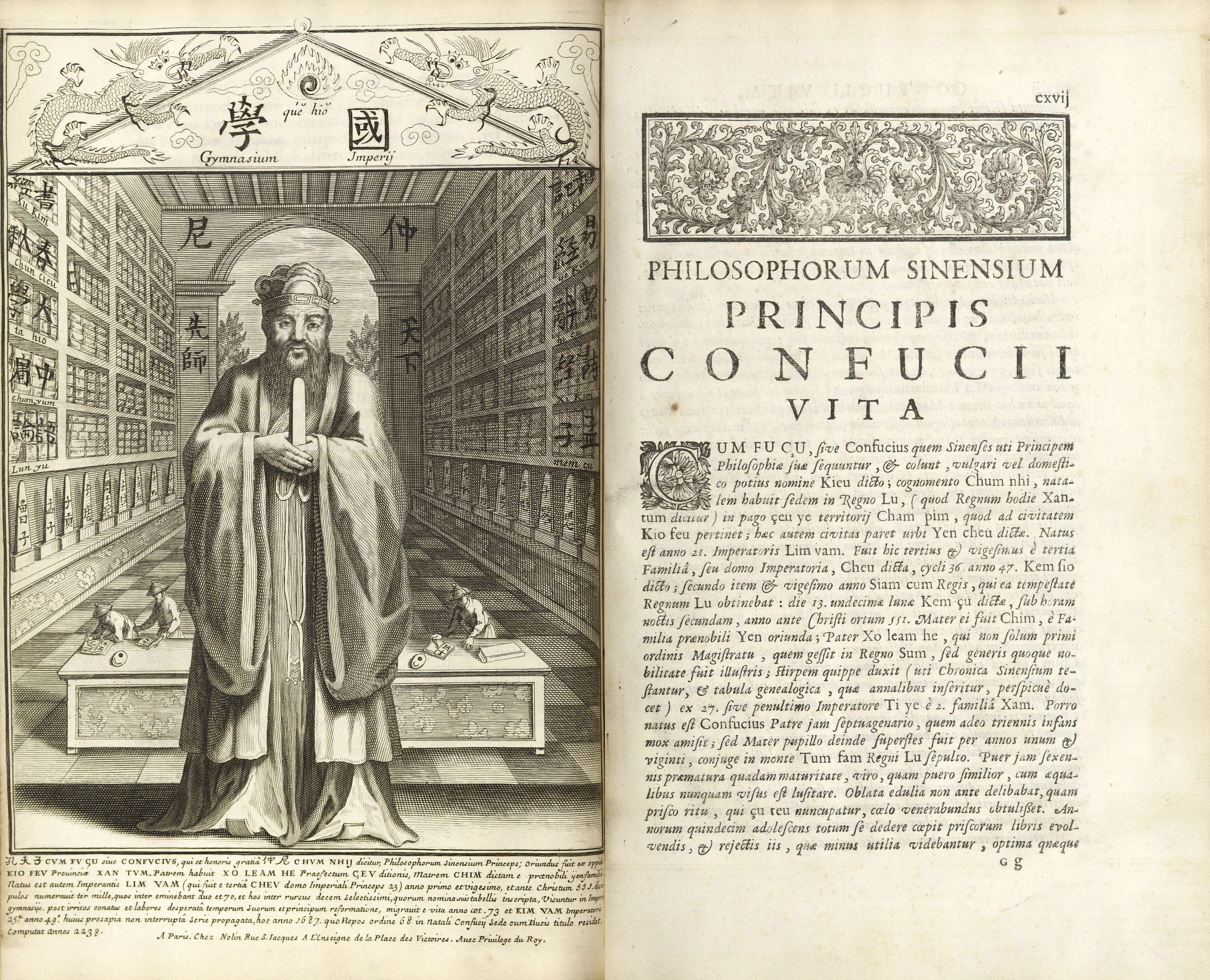
Confucius Sinarum Philosophus («Конфуций, философ китайцев») — латинский перевод Четверокнижия (Париж, 1687 г). Портрет Конфуция на фоне аллегорического изображения имперской Академии с его книгами и табличками в честь его учеников. Вводная статья — Philosophorum Sinensium Principis Confucii Vita («Жизнь Конфуция, царя китайских философов»). В 1735 г рисунок был переработан для «Описания Китайской империи» (Description de l’empire de la Chine) Дюальда

Исследования иезуитов способствовали в определённой степени развитию европейской науки и культуры. Есть сведения, что система аттестации чиновников посредством экзаменов, введённая в некоторых германских государствах, была заимствована из Китая. Г. Лейбниц, неправильно истолковав «И-цзин», создал двоичную логику. Особое внимание Китаю уделяли французские просветители. Так, Вольтер видел в Китае пример «философской монархии», а Пуавр — пример естественной регуляции атеистического общества. В XX в. китайский историк философии Чжу Цянь-чжи (1899—1972) даже разрабатывал теорию стимулирующего воздействия китайской цивилизации на европейскую.
В 1732 г. в Неаполе было создано первое научно-исследовательское учреждение для изучения Китая и преподавания китайского языка — Università degli studi di Napoli L’Orientale. Создал его монах-пропагандист Маттео Рипа (Matteo Ripa), живописец, работавший в Китае с 1711 по 1723 гг. Язык преподавали четверо китайских христиан. Обучались здесь миссионеры.
Первым китаеведом восточной Европы являлся Николае Милеску, известный в России как Николай Спафарий. В 1715 г. была основана Российская духовная миссия в Пекине, однако её научные результаты практически не были известны в то время. Бывшие сотрудники миссии — И. К. Россохин и А. Л. Леонтьев — опубликовали в 1760—1780-е годы ряд важных переводов, в основном, с маньчжурского языка. Однако попытки наладить преподавание дальневосточных языков в России были в этот период безуспешны.
Из-за гонений в Китае, а также серьёзных догматических споров, во второй половине XVIII в. миссионерская синология пришла в упадок, и интерес общества к ней резко снизился. Символично, что последний великий иезуитский китаевед Амио скончался в день получения известия о казни Людовика XVI.

### Китаеведение XIX в

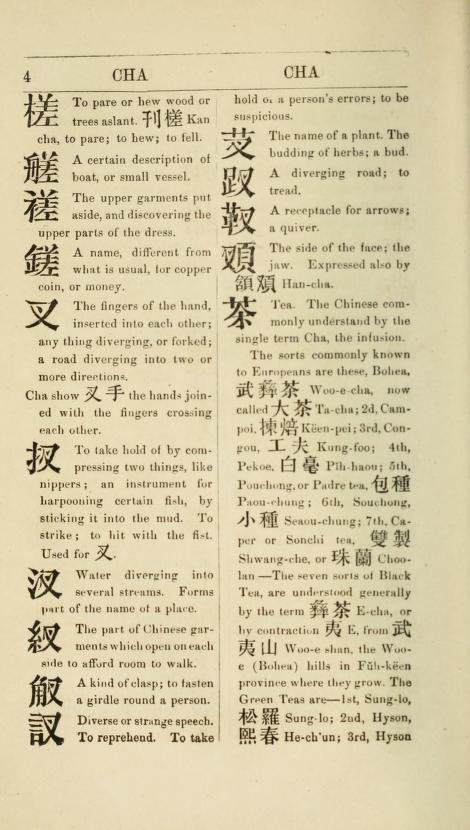
Страница из китайско-английского словаря Моррисона, ок. 1820 г

Возрождение китаеведения уже как светской академической дисциплины происходит в первые десятилетия XIX в. во Франции, в рамках Коллеж де Франс. Благодаря усилиям Ж. Абель-Ремюза, С. Жюльена, Э. Потье, уровень исследований был очень высок. Приоритетной оставалась филология, впервые появляются переводы китайской художественной литературы. В Великобритании академическое китаеведение возникает позднее усилиями протестантских миссионеров, особенно Р. Моррисона и Джеймса Легга — основателя и первого заведующего кафедры китайского языка в Оксфордском университете. Легг же создал эталонный перевод всего конфуцианского канона на английский язык (1861—1897). Заслуга Моррисона — в создании первого фундаментального китайско-английского словаря. Первым известным китаеведом Германии был Юлиус Клапрот, работавший во Франции.
Одновременно с Францией китаеведение развивается в России в рамках Духовной миссии, сотрудники которой (в том числе и светские специалисты) работали и преподавали в Казанском университете. Самыми видными фигурами этого периода являются основоположник отечественного китаеведения о. Иакинф, а также о. Палладий, архимандрит Аввакум и В. П. Васильев. Воздействие Иакинфа на отечественную культуру весьма значительно: например, его рассказы о жизни в Пекине повлияли на замысел романа В. Ф. Одоевского «4338-й год». В. П. Васильев и о. Палладий заложили основы современной буддологии, а также разработали принципы фонетической передачи китайского языка и издали первые словари и хрестоматии. В 1835 г. в Кяхте было открыто первое училище китайского языка. В 1855 г. центр отечественного востоковедения был перенесён из Казани в Санкт-Петербург.
В связи с колониальной экспансией западных держав, в 1850-е гг. Китай оказался в центре геополитических и торгово-экономических устремлений европейцев. Для китаеведов приоритетными становятся исследования культурно-идеологических традиций, в частности, литературно-поэтическое наследие Китая, в котором усматривали «ключ» к пониманию восточного имперского общества и менталитета.
Во второй половине XIX в. формируются национальные китаеведческие школы и научные центры. Основные школы:
- Немецко-голландская, с центрами в Лейдене и Тюбингене. Основатель — В. Грубе (1855—1908), лидер «этнологического подхода», занимавшийся исследованиям обычаев этой страны. Представители:
  - О. Франке (1863—1946), автор трёхтомной «Истории китайского государства»;
  - Я. дер Гроот[англ.] (1854—1921), автор никем не превзойдённой «Истории религий Китая» в 6 тт.
- Французская, основателями которой были Жан-Пьер Абель-Ремюза и Жюльен. Представители:
  - Маркиз Эрве де Сен-Дени — преемник Жюльена на кафедре Коллеж де Франс, учитель Шаванна.
  - Э. Шаванн (1865—1918), учитель В. М. Алексеева, исследователь древних верований и идеологических направлений. Начал перевод на французский язык «Исторических записок» Сыма Цяня;
  - П. Пельо (1878—1945), археолог, занимавшийся формированием буддийской традиции;
  - А. Масперо (1883—1945), исследователь даосизма, первый из европейцев, обратившийся к эзотерической традиции Востока;
  - М. Гранэ (1884—1940) ведущий специалист в области китайской мифологии и общественной мысли.
- Британская, с центром в Оксфорде и Кембридже. Основатель — Дж. Легг. Ведущие представители:
  - Г. А. Джайлз (1845—1935), историк философии и литературы Китая, создатель фундаментального «Биографического словаря Китая»;
  - сэр Артур Уэйли (1889—1966) — исследователь философии и художественной культуры.
- Российская с центром на Восточном факультете Санкт-Петербургского университета. Фактический основатель — В. П. Васильев. Представители:
  - К. А. Скачков;
  - А. О. Ивановский;
  - П. С. Попов;
  - С. М. Георгиевский (1851—1893), специалист в области мифологии и древней истории Китая.
- Североамериканская (США) с центром в Йельском университете. Кафедра китайского языка в Йеле была создана в 1877 г.
  - Сэмюэлом Уильямсом (1812—1884).

Параллельно продолжала развиваться миссионерская синология, но её адепты большей частью занимались вопросами согласования вероучений и практическим изучением религии и этнографии.

### Развитие китаеведения в XX веке

#### До Второй мировой войны

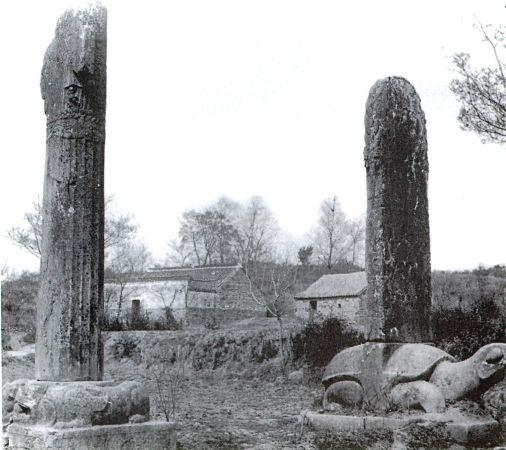
В 1909—1917 гг. Виктор Сегален обследовал многие древние скульптурные монументы, некоторые из которых до того были мало кому известны даже в самом Китае

Характерная особенность китаеведения XX в. — огромное расширение предмета его исследований. Помимо традиционного изучения и перевода древних литературных памятников, начинаются активные полевые исследования современного Китая и археологическое изучение этой страны.
В период до окончания Первой мировой войны активно работали сложившиеся в предыдущий период китаеведческие центры. Новое поколение китаеведов начинает активно работать в 1920-е гг.
В 1902 г. в Лейдене основывается журнал «Тун бао» («T`oung Pao»), ставший своего рода «китаеведческой Меккой» — и по сей день он остаётся самым престижным китаеведческим периодическим изданием. Там же работал один из значительных нидерландских китаеведов — Ян Дайвендак.
Продолжается развитие китаеведения в США. Возникают центры по изучению Китая в Колумбийском (Нью-Йорк) и Гарвардском университетах. Первыми специалистами-китаеведами США были приглашённые зарубежные учёные (Фридрих Хирт). Собственное поколение американских китаеведов приходит в науку в 30-е гг.
Среди зарубежных китаеведов этой поры следует упомянуть следующих:
- Б. Карлгрен (1889—1978), Швеция, основатель принципиально нового направления, создатель исторической фонологии китайского языка, переводчик древних памятников;
- Э. Эберхард (р. 1909), Германия, исследователь простонародных обрядов;
- Этьен Балаш (1905—1963), франко-германский китаевед, исследователь социально-политической истории Китая;
- Э. Грэм (1919—1991), Великобритания, китаевед-философ[18], занимавшийся теорией познания китайской философии;
- Гомер Дабс (1892—1969), Великобритания, работал над связями Древнего Китая и окружающего мира;
- Дерк Боддэ (1909—2003) и Джон Кинг Фэрбэнк (1907—1991), США, специалисты по истории и культурологии и традиционной философии.

Особое место занимает развитие китаеведения в Советском Союзе. В 1929 г. Азиатский музей Академии наук был превращён в академический Институт востоковедения. Лидирующую роль в исследованиях играл В. М. Алексеев, защитивший докторскую диссертацию ещё в 1916 г. Научное наследие его включает более 260 работ. Из первой генерации коллег и учеников Алексеева следует выделить Н. И. Конрада (1891—1970), Б. А. Васильева (1898—1937), а также Ю. К. Щуцкого (1897—1938). Щуцкий, владевший 20-ю языками посвятил себя изучению древней философии. Его перевод «Книги Перемен» — считается одним из главных китаеведческих трудов XX в. А. А. Штукин (1904—1963) посвятил всю жизнь полному поэтическому переводу «Книги песен». Разгром востоковедения в период репрессий на десятилетия задержал дальнейшие исследования.

#### Вторая половина XX века
После Второй мировой войны наблюдается значительная эволюция мирового китаеведения. Формируются самостоятельные направления исследований — даология (Харли Крил, Натан Сивин), буддология (Э. Цюрхер, Р. Робинсон), исследования архаического Китая (Майкл Лёве, К. Чан, Дж. Мэйджор), исследования связей Китая и Европы в новое время (Дж. К. Фэрбэнк), история литературной и эстетической мысли (Дж. Лю, А. Райт), религиоведение Китая (Л. Томпсон). Главные центры мирового китаеведения располагаются в США.
Качественное изменение претерпело китаеведческое литературоведение, которое переходит к изучению общекультурных процессов и феноменов. Особое место здесь принадлежит голландскому дипломату и писателю Роберту ван Гулику (1910—1966), который помимо массы трудов по малоизвестным аспектам китайской культуры (от образа гиббона в китайской литературе и искусстве до традиционных способов развешивания художественных произведений), в 1961 г. опубликовал монографию «Сексуальная жизнь в Древнем Китае», посвящённой матримониальным устоям, интимным отношениям и эротологическим концепциям.
Продолжается интенсивная работа по переводу источников и созданию обобщающих трудов. Переворот совершил английский биохимик Джозеф Нидэм, начавший в 1954 г. издание серии монографий «Наука и цивилизация в Китае» (14 тт.).
Советское китаеведение, сильно обескровленное в 1930-е гг., оказалось более жёстко, чем на Западе, ограничено официальной идеологией. На первый план выходит изучение повстанческих движений (В. П. Илюшечкин), история КПК и простонародной культуры (В. И. Глунин, А. М. Григорьев, К. В. Кукушкин.). Из китаеведов, разрабатывавших традиционные темы, следует отметить академика Н. И. Конрада (переводчика классических трактатов по военному искусству), О. Л. Фишман, изучавшую аспекты восприятия Китая в Европе, даолога Л. Д. Позднееву, философа В. А. Рубина.
В связи с изменениями идеологической ситуации, к 1970-гг. формируется новая генерация отечественных исследователей, работающих и поныне. В основном они сгруппированы в рамках академических институтов: ИВ РАН в Москве, СПб. филиала ИВ РАН (с 2007 г. Институт восточных рукописей РАН), Института Дальнего Востока РАН, а также учебного Института стран Азии и Африки при МГУ и Восточного факультета ЛГУ/СПбГУ. Серьёзным достижением отечественного китаеведения стало издание в 1983—1984 гг. «Большого китайско-русского словаря» в 4 тт. (свыше 16 тыс. иероглифов, 250 тыс. словарных единиц). Он создавался под редакцией И. М. Ошанина с середины 1950-х гг. О значимости этого издания свидетельствует авторитетность ответственных за него Академии наук СССР и Института востоковедения.
Крупнейшим научным проектом начала 2000-х годов ИДВ РАН является энциклопедия «Духовная культура Китая», аналогов которой нет в мировом китаеведении. Она подготовлена отечественными китаеведами и издана «Восточной литературой» в 2006—2010 годах.
Из числа современных отечественных китаеведов можно выделить А. И. Кобзева, Г. В. Мелихова, Е. А. Торчинова, М. Е. Кравцову, И. А. Алимова, В. Ф. Феоктистова, А. Е. Лукьянова,О. Е. Непомнина, Л. С. Переломова, В. Н. Усова, литературоведа Б. Л. Рифтина,
языковедов С. Е. Яхонтова, М. В. Софронова, И. Т. Зограф.
В 1990-е гг. в связи с изменением места Китая в мире центры по изучению Китая и преподаванию китайского языка возникли во многих ВУЗах России, в частности, большой центр открылся в РГГУ, в университетах Владивостока, Красноярска, Казани. В России открылись филиалы международного Института Конфуция.

## Серийные издания
Журналы по китаеведению:
- Проблемы Китая (1929-1935)
- Советское китаеведение (1958-1959)
- Российское китаеведение (с 2022).